# Delia Gaillard
Delia Gaillard (* 10. Januar 2006) ist eine französische Tennisspielerin.

## Karriere
Gaillard spielt bislang vor allem Turniere der ITF Juniors World Tennis Tour und der ITF Women’s World Tennis Tour, wo sie aber bisher noch keinen Titel gewinnen konnte.
Im Mai 2022 gelangte sie mit einem Sieg in der Qualifikation über Katarina Sawazka ins Hauptfeld der Trophee Lagardère, einem Turnier der WTA Challenger Series, wo sie auch mit ihrer Partnerin Jang Su-jeong im Hauptfeld des Damendoppels antrat. Sowohl im Einzel als auch Doppel unterlag sie klar.